# Miguel Artola Gallego
Miguel Artola Gallego (Sant Sebastià, País Basc 1923-Madrid, 26 de maig de 2020) va ser un historiador basc.

## Trajectòria professional
Va néixer el 12 de juliol de 1923 a Sant Sebastià. Doctorat en Filosofia i Lletres per la Universitat Complutense de Madrid va obtenir la Càtedra d'Història d'Espanya a la Universitat de Salamanca l'any 1960, on roman fins al 1969, any que passa a ocupar la mateixa Càtedra a la Universitat Autònoma de Madrid. Des d'aquell any el seu treball ha renovat els estudis existents sobre la transició espanyola de l'Antic Règim a la societat burgesa liberal.
Entre 1975 i 1976 és secretari del Departament d'Història de la Fundació Juan March, i membre de la Comissió Assessora d'aquesta fundació entre 1977 i 1978. Així mateix, és col·laborador del Consell Superior d'Investigacions Científiques (CSIC).
El 20 de març de 1981 és escollit acadèmic de la Reial Acadèmia de la Historia. El discurs d'entrada va ser llegit el 2 de maig de 1982, tractant sobre "Declaracions i drets de l'home". Al setembre de 1986 és elegit president de l'Institut d'Espanya.
Està especialitzat en l'estudi dels orígens de l'Espanya contemporània, en particular en temes sobre història econòmica, com els ferrocarrils i la hisenda. És responsable de l'edició de les Obras publicadas e inéditas de Gaspar Melchor de Jovellanos i de les Memorias de tiempos de Fernardo VII del Marquès d'Ayerbe, així com director de la Historia de Españaa Alfaguara i la Enciclopedia de la Historia de España. Així mateix ha col·laborat en la Historia de España de Ramón Menéndez Pidal.
El 1991 fou guardonat amb el Premi Príncep d'Astúries de Ciències Socials al destacar una vocació exemplar d'investigació històrica i docència sobre qüestions i episodis d'importància bàsica en la gestació de l'Espanya contemporània. El seu treball d'investigació ha il·luminat el període dramàtic i dilatat que va de l'Antic Règim al nostre temps oferint una visió del conjunt que combina l'anàlisi de les institucions i l'enteniment de les realitats socials i polítiques subjacents.

## Premis i distincions
- Doctor Honoris Causa per la Universitat del País Basc el 1989.
- Premi Príncep d'Astúries de Ciències Socials el 1991 "en destacar una vocació exemplar d'investigació històrica i docència sobre qüestions i episodis d'importància bàsica en la gestació de l'Espanya contemporània. El seu treball de recerca ha il·luminat el període dramàtic i dilatat que va de l'Antic Règim al nostre temps oferint una visió del conjunt que combina l'anàlisi de les institucions i l'enteniment de les realitats socials i polítiques subjacents ".
- Doctor Honoris Causa per la Universitat de Salamanca el 1992.
- Premi Nacional d'Història d'Espanya el 1992 per Enciclopedia de Historia de España .
- Medalla de la Universitat Autònoma de Madrid el 1993.
- Gran Creu de l'Orde Civil d'Alfons X el Savi el 1996.
- Premi Eusko Ikaskuntza-Caja Laboral d'Humanitats, Cultura, Arts i Ciències Socials (Any 2000)
- Premi Nacional d'Humanitats Lorenzana en 2008.

## Publicacions
- Partidos y programas políticos Alianza Editorial, S.A. (ISBN 84-206-9699-4) [Obra completa]
- Enciclopedia de historia de España Alianza Editorial, S.A. (ISBN 84-206-5294-6) [Obra completa]
- Historia de España Alianza Editorial, S.A. (ISBN 84-206-9573-4) [Obra completa]
- La burguesía revolucionaria (1808-1874) Alianza Editorial, S.A., 2001. (ISBN 84-206-4251-7) [Volum 5]
- La España de Fernando VII: la guerra de la Independencia y los orígenes del régimen constitucional Espasa-Calpe, S.A., 1999. (ISBN 84-239-4980-X) [Volum 32]
- Los afrancesados Alianza Editorial, S.A., 1989. (ISBN 84-206-2604-X)
- Antiguo régimen y revolución liberal Editorial Ariel, S.A., 1991. (ISBN 84-344-6512-4)
- Los derechos del hombre Alianza Editorial, S.A., 1987. (ISBN 84-206-0216-7)
- Los Ferrocarriles en España 1844-1943 Banco de España, 1978. (ISBN 84-500-2605-9)
- La hacienda del Antiguo Régimen Alianza Editorial, S.A., 1982. (ISBN 84-206-8042-7)
- La hacienda del siglo XIX: progresistas y moderados Alianza Editorial, S.A., 1986. (ISBN 84-206-2465-9)
- Latifundio Propiedad y Explotación. Siglo XVIII Ministerio de Agricultura, Pesca y Alimentación. Centro de Publicaciones, 1978. (ISBN 84-7479-002-6)
- El modelo constitucional Español del siglo XIX Fundación Juan March, 1979. (ISBN 84-7075-111-5)
- Los Orígenes de la España contemporánea (Tomo 1) Centro de Estudios Políticos y Constitucionales, 1975. (ISBN 84-259-0428-5)
- Los Orígenes de la España contemporánea (Tomo 2) Centro de Estudios Políticos y Constitucionales, 1975. (ISBN 84-259-0580-X)
- Partidos y programas políticos (1808-1936). (Tomo 1) Aguilar, S.A. d'Ediciones-Grupo Santillana, 1977. (ISBN 84-03-12057-5)
- Partidos y programas políticos (1808-1936). (Tomo 2) Aguilar, S.A. d'Ediciones-Grupo Santillana, 1977. (ISBN 84-03-12074-5)
- Textos fundamentales para la Historia Alianza Editorial, S.A., 1992. (ISBN 84-206-8009-5)
- La España de Fernando VII Espasa-Calpe, S.A., 1999. (ISBN 84-239-9742-1)
- La monarquía de España Alianza Editorial, S.A., 1999. (ISBN 84-206-8195-4)
- Vidas en tiempo de crisis Real Academia de la Historia, 1999. (ISBN 84-89512-35-3)
- Los orígenes de la España contemporánea Centro de Estudios Políticos y Constitucionales. (ISBN 84-259-1130-3) [Obra completa]
- Las Cortes de Cádiz Marcial Pons, Ediciones de Historia, S.A., 2003. (ISBN 84-95379-51-1)